# حبيبي أنا (ألبوم)
حبيبي أنا هو رابع ألبومات المطربة اللبنانية هيفاء وهبي٬ صدر في عام 2008 وقد ٱحتوى الألبوم على 15 أغنية.حقق هذا الألبوم شهره كبيرة في الشرق الاوسط وفي جميع انحاءالعالم، فازت هيفا بجائزة الموريكس دور عن هذا الالبوم، ولقيت أغاني الألبوم انبهار كبير بالعالم العربي.

## كليبات الألبوم
- اصدرت أغنية حاسه ما بينا في حاجه في عام 2007 وهذه الاغنية بالتحديد اشتهرت بسبب الطائرة التي صدمت هيفا اثناء تصوير الكليب وكما انضم هذه المشهد إلى الكليب وكان من إخراج يحيى سعادة.
- واصدرت أغنية مش قادره استنى في شهر يناير عام 2008، وكما لاقت الاغنية نجاحاً كبيراً في العالم.
- وقد تم اختيار أغنية متقولش لحد الاغنية الثالثة في الألبوم صورت فيي عام 2008 وغنت هذه الأغنية كأول مرة في الوادي عام 2005.
- أغنية سنرى لم تكن أغنية من ضمن اغاني الالبوم لكنها صورت بفترة إصدار الالبوم. وهذه الأغنية صورت في فيلم بحر النجوم من إنتاج بيبسي عام 2008 وقد أثار الكليب جدل كبير.
- صورت أغنية يا ابن الحلال عام 2009 وكما لاقت هذه الأغنية نجاحاً كبيراً وخصوصاً في مصر.

## أغاني
- حبيبي انا
- ايامي
- احساسي بيك
- تسمحلي
- بعد اللي حصلي
- حاسه ما بينا في حاجه
- خاينة
- قلت ايه
- قلبي حب
- ما تكلمنيش
- متاخده
- متقولش لحد
- مش قادرة استنى
- هات عليا اللوم
- يا ابن الحلال

## فيديوهات الابوم
- حاسه ما بينا في حاجه (2007)
- مش قادره استنى (2007)
- متقولش لحد (2008)
- يا ابن الحلال (2009)